# Olympische Winterspiele 2014/Teilnehmer (Slowakei)
| Gelbes Symbol für Goldmedaillen mit stilisierten Olympischen Ringen | Graues Symbol für Silbermedaillen mit stilisierten Olympischen Ringen | Braundes Symbol für Bronzemedaillen mit stilisierten Olympischen Ringen |
| ------------------------------------------------------------------- | --------------------------------------------------------------------- | ----------------------------------------------------------------------- |
| 1                                                                   | —                                                                     | —                                                                       |

Die Slowakei nahm an den Olympischen Winterspielen 2014 in Sotschi mit 62 Athleten in neun Sportarten teil. Fahnenträger der slowakischen Delegation bei der Eröffnungszeremonie war Zdeno Chára.

## Medaillengewinner

### Gold
| Name               | Sportart | Wettkampf |
| ------------------ | -------- | --------- |
| Anastasiya Kuzmina | Biathlon | Sprint    |

## Sportarten

### Biathlon
| Frauen - Anastasiya Kuzmina Sprint: Gold - Jana Gereková Sprint: 43. Platz - Paulína Fialková Sprint: 72. Platz - Terézia Poliaková - Martina Chrapánová Sprint: 62. Platz | Männer - Tomáš Hasilla - Pavol Hurajt Sprint: 52. Platz Verfolgung: 52. Platz - Matej Kazár Sprint: 37. Platz Verfolgung: 23. Platz - Miroslav Matiaško - Martin Otčenáš |

### Bob
| Männer (Viererbob) - Milan Jagnešák - Lukas Kozienka - Juraj Mokráš - Petr Narovec |

### Eishockey
Männer
| Torhüter: - Peter Budaj ( Montreal Canadiens) - Jaroslav Halák ( St. Louis Blues) - Ján Laco ( HK Donbass Donezk) Verteidiger: - Ivan Baranka ( Awangard Omsk) - Zdeno Chára ( Boston Bruins) - Martin Marinčin ( Edmonton Oilers) - Andrej Meszároš ( Philadelphia Flyers) - Andrej Sekera ( Carolina Hurricanes) - Milan Jurčina ( TPS Turku) - Tomáš Starosta ( Yugra Khanty-Mansiysk) - René Vydarený ( Hradec Králové) | Stürmer: - Milan Bartovič ( HC Slovan Bratislava) - Branko Radivojevič ( HC Slovan Bratislava) - Michal Handzuš ( Chicago Blackhawks) - Marcel Hossa ( Dinamo Riga) - Marián Hossa ( Chicago Blackhawks) - Tomáš Jurčo ( Detroit Red Wings) - Tomáš Kopecký ( Florida Panthers) - Tomáš Marcinko ( HC Košice) - Michel Miklík (HC Slovan Bratislava) - Peter Ölvecký (HC Slovan Bratislava) - Richard Pánik ( Syracuse Crunch) - Tomáš Surový ( HK Dinamo Minsk) - Tomáš Tatar ( Detroit Red Wings) - Tomáš Záborský ( Salawat Julajew Ufa) |

### Eiskunstlauf
| Frauen - Nicole Rajičová |

### Freestyle-Skiing
Frauen
| Slopestyle - Natália Šlepecká - Zuzana Stromková |

### Rodeln
| Frauen - Viera Gbúrová | Männer - Jozef Ninis | Doppelsitzer - Jozef Petrulák & - Marián Zemaník - Marek Solčanský & - Karol Stuchlák |

### Shorttrack
| Frauen - Tatiana Bodóva 1500 m |

### Ski Alpin
| Frauen - Jana Gantnerová - Barbara Kantorová - Barbora Lukacová - Kristina Saalová - Petra Vlhová | Männer - Martin Bendík - Matej Falat - Adam Žampa - Andreas Žampa |

### Skilanglauf
| Frauen - Daniela Kotschová - Alena Procházková | Männer - Martin Bajčičák - Peter Mlynár |